# Atsushi Kisaichi
Atsushi Kisaichi (私市 淳, Kisaichi Atsushi), né le 23 février à Tokyo, est un seiyū. Il travaille pour Aoni Production.

## Rôles
- Dragon Ball GT : Oob
- Kirby: Right Back at Ya! : Meta Knight
- Saint Seiya Omega : Cyllène
- DRAMAtical Murder : Aoba Seragaki